# Humbrol

Logo de Humbrol.

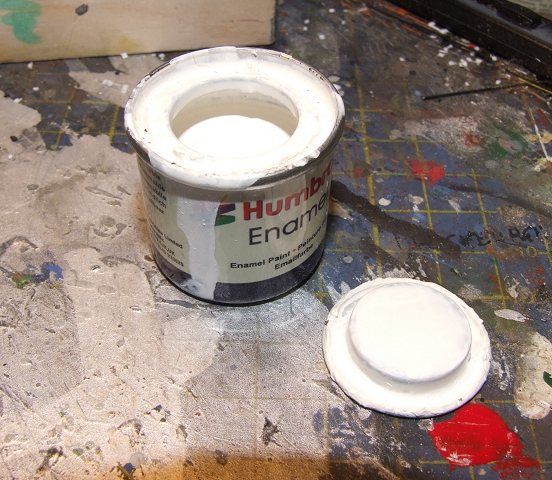
Pot de peinture Humbrol Enamel de 14ml.

Humbrol est un fabricant anglais de peintures pour maquettes. Fondée en 1919 à Kingston upon Hull sous le nom de Humber Oil Company, elle fabriquait des huiles pour vélos puis des peintures pour les rénover. Au début des années 50, la production se développe vers la peinture pour maquettes en plastique. Depuis novembre 2006, Humbrol appartient au groupe Hornby Railways. La majeure partie de la production est réalisée au Royaume-Uni.
La gamme actuelle comprend principalement des peintures émail, acryliques, pinceaux et accessoires pour le maquettisme (diluants, vernis, colles, petit outillage...).